# Seven Persons
Seven Persons est un hameau (hamlet) du Comté de Cypress, situé dans la province canadienne d'Alberta.

## Démographie
En tant que localité désignée dans le recensement de 2011, Seven Persons a une population de 231 habitants dans 92 de ses 98 logements, soit une variation de -3.3% par rapport à la population de 2006. Avec une superficie de 0,502 5 km2, le hameau possède une densité de population de 459,701 5 hab/km2 en 2011.
Concernant le recensement de 2006, Seven Persons abritait 239 habitants dans 86 de ses 89 logements. Avec une superficie de 0,502 5 km2, le hameau possédait une densité de population de 475,6 hab/km2 en 2006.